# František Laurinec
František Laurinec (Nagyugróc, 1951. augusztus 19.) szlovák jogász, a Szlovák labdarúgó-szövetség korábbi elnöke.

## Életpályája
Az Iskra Partizánske csapatában játszott. Később a Csehszlovák labdarúgó-szövetségben (1989–93), a Szlovák labdarúgó-szövetségben (1994–98) majd az FK Inter Bratislava labdarúgóklubnál dolgozott. 1999 és 2010 között a Szlovák Labdarúgó-szövetség elnöke volt.

## Fordítás
Ez a szócikk részben vagy egészben a František Laurinec című szlovák Wikipédia-szócikk fordításán alapul.  Az eredeti cikk szerkesztőit annak laptörténete sorolja fel. Ez a jelzés csupán a megfogalmazás eredetét és a szerzői jogokat jelzi, nem szolgál a cikkben szereplő információk forrásmegjelöléseként.